# Batman: Anno uno
Batman: Anno uno (Batman: Year One) è un arco narrativo a fumetti, pubblicato dalla DC Comics, che rinarra le origini di Batman. Scritto da Frank Miller, disegnato da David Mazzucchelli e colorato da Richmond Lewis, ha avuto la sua prima edizione nei numeri 404-407 di Batman (febbraio - maggio 1987). In seguito ha avuto numerose ristampe, in diversi formati.

## Trama
Il miliardario Bruce Wayne torna a casa a Gotham City dopo dodici anni passati all'estero, trascorsi ad addestrarsi per iniziare una personale guerra contro il crimine. Al contempo torna in città il poliziotto James Gordon, il quale si trasferisce con la moglie incinta Barbara dopo un trasferimento a Chicago. Wayne e Gordon scoprono ben presto che Gotham è preda della corruzione e della violenza; in particolare, Gordon apprende che gran parte del dipartimento di polizia è corrotto dopo aver visto il suo partner, il detective Arnold Flass, abusare del proprio potere. Il commissario Loeb disapprova i tentativi di Jim di eliminare la corruzione, quindi invia diversi ufficiali guidati da Flass a condurre un pestaggio contro Gordon. Per vendetta, Gordon rintraccia Flass, lo picchia e spoglia per lasciarlo ammanettato nudo nella neve.
Bruce ritiene di essere ancora impreparato a combattere il crimine; durante una missione di sorveglianza in un quartiere a luci rosse, si imbatte casualmente nella giovanissima prostituta Holly Robinson, venendo coinvolto in una rissa con lei, il suo protettore e la dominatrice Selina Kyle. Due poliziotti giunti sul posto sparano a vista a Bruce e lo arrestano senza che lui si faccia riconoscere, ma Wayne riesce a liberarsi e a fuggire. Rientrato a Villa Wayne gravemente ferito, resta colpito nel vedere un pipistrello irrompere improvvisamente nel salotto attraverso una vetrata; e Bruce ha così l'ispirazione di salvare Gotham nei panni di Batman.
L'operato di Batman porta a una significativa diminuzione del crimine e anche Flass viene punito. Una sera, Batman interrompe una cena tra varie persone altolocate e corrotte di Gotham (tra cui Loeb e il sindaco), annunciando loro che assicurerà tutti i partecipanti alla giustizia. Infuriato, Loeb ordina a Gordon e alla sergente Sarah Essen di arrestare Batman. I due poliziotti riescono a circondare l'eroe in un edificio abbandonato dove Loeb ordina immediatamente di far cadere una bomba incendiaria. Manda anche una squadra d'assalto per uccidere tutti i sopravvissuti rimasti nell'edificio. Batman utilizza un dispositivo di segnalazione per attirare uno sciame di pipistrelli dalla Batcaverna, sfruttandoli per fuggire. Dopo aver visto Batman in azione, Selina è ispirata a indossare un costume tutto suo e iniziare una vita criminale.
Gordon ed Essen hanno una breve relazione, ma Essen decide di farsi trasferire lontano dalla città dopo aver appreso che Barbara sta per avere il bambino. Gordon sospetta che Bruce possa essere Batman e Wayne usa una facciata di superficiale playboy per sviare i sospetti; Jim confessa a Barbara del suo tradimento, così che Loeb non possa ricattarlo minacciando di raccontare a sua moglie della relazione tra lui e la Essen. 
Bruce si intrufola nel maniero del boss mafioso Carmine Falcone nei panni di Batman e ascolta la conversazione privata tra Falcone e suo nipote, Johnny Viti. Predice le loro intenzioni di prendere di mira la famiglia di Gordon, quindi si traveste da motociclista per aiutare Gordon a salvare Barbara e suo figlio. Gordon ringrazia Bruce per aver salvato il suo figlio neonato e lo lascia andare. Flass fornisce al procuratore distrettuale Harvey Dent le prove necessarie per rivelare gli affari sporchi di Loeb, il quale deve dimettersi con disonore. Gordon viene promosso a capitano e si prepara a chiedere aiuto a Batman per fermare un potenziale complotto ordito da un criminale noto come Joker.

## Altri media

### Cinema
- Parte della storia è stata ripresa nel film del 2005 Batman Begins di Christopher Nolan. La struttura narrativa delle due trame è sostanzialmente identica, in particolare gli elementi utilizzati nella pellicola sono il ritorno di Bruce Wayne a Gotham City, il modo in cui giunge all'idea del pipistrello come simbolo e molte scene chiave tra cui la fuga di Batman dal palazzo grazie ai pipistrelli e la richiesta di aiuto da parte di Gordon a Batman per trovare il nuovo criminale, Joker. Vengono ripresi anche diversi personaggi cardine presenti nel fumetto, come il detective corrotto Flass, il commissario Loeb ed il boss mafioso Carmine Falcone. Harvey Dent e Selina Kyle (e i loro alter ego, Due Facce e Catwoman) compariranno rispettivamente nei sequel Il cavaliere oscuro e Il cavaliere oscuro - Il ritorno, sempre diretti da Christopher Nolan.
- La miniserie ha dato origine a un film di animazione, Batman: Year One, uscito nel 2011.

### Televisione
Batman: Year One ha ispirato la seconda metà della quarta stagione della serie televisiva Gotham.

## Edizioni in lingua italiana
- In Italia è stata pubblicata per la prima volta nel 1990 in albi brossurati allegati ai numeri 78 e 81 della rivista Corto Maltese (Rizzoli - Milano Libri).
- Successivamente la saga è stata ristampata in volume unico nel 1996 da Play Press.
- Nel 2004 la miniserie è stata inserita all'interno dell'Oscar Mondadori Catwoman: sfida a Batman.
- Un'edizione riveduta e corretta dal titolo Batman: Anno uno - Edizione Assoluta, è stata poi presentata nel 2008 dalla casa editrice Planeta DeAgostini.
- Un'ulteriore edizione è presente nel primo numero della collana brossurata Batman: La leggenda allegata a Panorama, dell'agosto 2008, sempre della Planeta DeAgostini.
- Nel 2016 la RW Lion pubblica una nuova edizione corretta di Batman Anno Uno, Edizione Deluxe.
- Nel 2020 Panini Comics ha pubblicato una nuova versione, con rilegatura cartonata, nella collana DC Black Label Library.
- Nel 2024 Panini Comics ha pubblicato una nuova versione, più economica, all'interno della collana DC Pocket.